# Orectolobus ornatus
Orectolobus ornatus – gatunek rekina z rodziny brodatkowatych (Orectolobidae).

## Taksonomia i filogenetyka
Rekin ten został pierwotnie opisany w 1883 roku przez brytyjskiego zoologa Charlesa Waltera de Visa pod nazwą Crossorhinus ornatus. Znajdujący się w zbiorach Queensland Museum okaz typowy oznaczony numerem katalogowym QM I.164 to młody osobnik płci żeńskiej o długości 56cm, wyłowiony u wybrzeży Zatoki Moreton. W 1916 roku James Douglas Ogilby umieścił gatunek ten w obrębie rodzaju Orectolobus. Nazwa rodzajowa jest połączeniem greckich orektos = wyciągać oraz lobos = płat. Epitet gatunkowy ornatus pochodzi z łaciny i oznacza zdobiony, ozdobny.
W 1940 roku Gilbert Percy Whitley na podstawie różnic w ubarwieniu oraz rozmieszczeniu płatów skórnych, zaproponował wydzielenie dwóch podgatunków, O. ornatus ornatus zamieszkującego północno-wschodnie wybrzeża oraz O. ornatus halei występującego na południu Australii. Analiza cech morfologicznych przeprowadzona przez Charliego Huveneersa w 2006 roku wykazała różnice wystarczające do podniesienia O. o. halei do rangi gatunku. Późniejsze badania genetyczne potwierdziły odrębność O. halei.
W oparciu o anatomiczne podobieństwa, Tamaoki Goto w 2001 roku uznał, że O. ornatus wraz z O. japonicus tworzą klad siostrzany dla O. maculatus i Eucrossorhinus dasypogon. Analiza mitochondrialnego DNA przeprowadzona przez Shannon Corrigan i Luciano Beheregaraya w 2009 roku wskazuje, że pomimo podobieństw, O. ornatus jest dużo dalej spokrewniony z O. japonicus i O. maculatus niż wcześniej sądzono. Co więcej, badania filogenetyczne przeprowadzone w 2011 i 2015 roku, wykazały, że gatunek ten jest jednym z bardziej bazalnych w obrębie całej rodziny brodatkowatych.

## Występowanie
Gatunek ten stwierdzano w Indonezji, na Filipinach, w Papui-Nowej Gwinei, Australii i Japonii. Potwierdzonym zasięgiem występowania jest na razie tylko wschodnia Australia, doniesienia z innych rejonów mogą być spowodowane pomyleniem z innymi rekinami z rodziny brodatkowatych. Zasiedla rafy koralowe i skalne wybrzeża, mielizny wraz z zatokami na głębokości od 0 do 100 m. Preferuje także piaszczyste dna podobnie jak jego krewniak.

## Morfologia
Rekin ten jest mały i krępy, osiąga 1,2 metra długości (niektóre źródła podawały, że 2,9 m, co wynikło z pomylenia z innym gatunkiem z tej rodziny). Jest koloru złotobrązowego lub piaskowego z czarnymi kreskami i plamkami. Na grzbiecie występują brunatne lub kasztanowe plamy nazywane siodełkami. Posiada płaską głowę z małymi oczami. Pod spodem głowy znajdują się brodawki, frędzelki oraz zadziory. Pięć z nich znajduje się przed tryskawkami i oczami. Są one słabo rozgałęzione. Ogon jest gruby. Ma dwie płetwy grzbietowe, piersiowe, brzuszne i jedną odbytową. Płetwa odbytowa jest duża jak ogonowa. Wszystkie płetwy mają małe kropki i plamki. Posiada długie zęby bez guzków. Na szczęce znajdują się dwa długie, ostre zęby, które przytrzymują ofiarę.

## Ekologia i zachowanie
Jest to nocny, ospały drapieżnik polujący z zasadzki. Jego najczęstszą ofiarą są inne ryby, takie jak lucjany, mureny i okoniokształtne. Nie pogardzi płaszczkami, innymi, młodymi rekinami, skorupiakami i głowonogami. Dzień przesypia na płyciznach. Orectolobus ornatus jest jajożyworodny, co oznacza, że maluchy rozwijają się na początku w jajach, a potem przebywają w macicy samicy. Owa „ciąża” trwa ok. 10 miesięcy i na świat przychodzi max. 10 młodych. Młode po urodzeniu mają 20 cm, a uzyskują dojrzałość płciową, kiedy mają 80 cm. Gdy młode opuszczą organizm matki, ta nie opiekuje się nimi.

## Spotkania z człowiekiem
Orectolobus ornatus często dzień odpoczywa na płyciznach. Kiedy ludzie na plażach wypoczywają, często dochodzi do ukąszeń, jeśli zostanie przypadkowo nadepnięty lub w inny sposób niepokojony. Rekin ten jednak nie jest niebezpieczny i nieprowokowany nie zaatakuje. Nie ma dużego znaczenia gospodarczego, choć jego mięso jest jadalne, a skórę dawniej wykorzystywano do produkcji wyrobów skórzanych ze względu na jej twardość i atrakcyjne ubarwienie.

## Status i zagrożenia
Międzynarodowa Unia Ochrony Przyrody (IUCN) od 2015 roku uznaje Orectolobus ornatus za gatunek najmniejszej troski (LC – Least Concern); wcześniej, od 2003 roku miał on status „bliski zagrożenia” (NT – Near Threatened). Trend liczebności populacji nie jest znany.
Głównym zagrożeniem dla tego gatunku jest rybołówstwo. Do jego potencjalnych morskich przeciwników należą duże ryby i ssaki morskie. Na rekinie tym pasożytuje tasiemiec Stragulorhynchus orectologi.